# Chemicum
Le Chemicum (en estonien : Chemicum) est un bâtiment de l'université de Tartu en Estonie.

## Présentation
Le bâtiment abrite l’institut de chimie qui compte environ 160 employés et est la principale unité de recherche et d'enseignement supérieur en chimie et en science des matériaux en Estonie.
L'institut est composé de dix chaires et du laboratoire de test et d'essais.
Ce laboratoire est une unité accréditée ISO/CEI 17025 fournissant des services contractuels de mesure, d'essai et d'analyse chimique.
C'est le Centre de recherche sur l'analyse de l'environnement et des matériaux de l'UT Chemicum.
Le Chemicum a été inauguré le vendredi 23 octobre 2009 en présence du Premier ministre Andrus Ansip, du ministre de l'Éducation et des Sciences Tõnis Lukas, du professeur Alar Karis, du maire de Tartu, Urmas Kruuse, du doyen de la Faculté des sciences et de la technologie, le professeur Peeter Burk, et du directeur de l'Institut de chimie, le professeur Enn Lust,.